# Japan Soccer League 1985-1986
La temporada 1985-1986 de la Japan Soccer League fue el vigésimo primer campeonato de Primera División del fútbol japonés organizado por la Japan Soccer League. El torneo se desarrolló en una rueda de todos contra todos, desde el 6 de septiembre de 1985 y el 26 de marzo de 1986.
Debido a la cancelación del descenso en la temporada anterior , el número de participantes aumentó a doce equipos en ambas divisiones. En cuanto al Segunda División, a partir de esa temporada se decidió dividir el lote de los participantes en dos grupos, de acuerdo con muchas de las regiones geográficas (este y oeste). Los primeros tres equipos podrían calificar para una ronda de donde la primera dos habría obtenido el ascenso, mientras que el último tres de los grupos (dividida en la misma forma de los grupos de la primera ronda) en el que el último sería relegado. Con el fin de determinar las clasificaciones, los equipos participantes en el grupo de entonces tuvo un partido interserie de acuerdo a su ubicación.
También se hicieron algunos cambios en el Reglamento de la primera división, que fueron restaurados de nuevo el descenso, esta vez directa, en relación con los últimos dos equipos, y que el campeón juegue en el Campeonato de Clubes de Asia. Liderado por su jugador estrella Yasuhiko Okudera, que había regresado al club después de períodos de éxito en Europa, Furukawa Electric gana el título por segunda vez en su historia y Okudera se convirtió en el primero ampliamente reconocido jugador profesional japonés.

## Primera División
| Pos | Equipo             | Pts | PJ | G  | E  | P  | GF | GC | DIF |
| --- | ------------------ | --- | -- | -- | -- | -- | -- | -- | --- |
| 1   | Furukawa Electric  | 35  | 22 | 15 | 5  | 2  | 40 | 15 | +25 |
| 2   | Nippon Kokan       | 28  | 22 | 13 | 2  | 7  | 39 | 22 | +17 |
| 3   | Honda              | 28  | 22 | 8  | 12 | 2  | 30 | 20 | +10 |
| 4   | Fujita Engineering | 26  | 22 | 9  | 8  | 5  | 31 | 17 | +14 |
| 5   | Nissan             | 24  | 22 | 8  | 8  | 6  | 23 | 29 | -9  |
| 6   | Yamaha Motors      | 23  | 22 | 9  | 5  | 8  | 20 | 21 | -1  |
| 7   | Mitsubishi Motors  | 22  | 22 | 8  | 6  | 8  | 29 | 19 | +10 |
| 8   | Hitachi            | 21  | 22 | 8  | 5  | 9  | 26 | 33 | -7  |
| 9   | Yomiuri            | 19  | 22 | 7  | 5  | 10 | 28 | 31 | -3  |
| 10  | Yanmar Diesel      | 18  | 22 | 6  | 6  | 10 | 20 | 27 | -7  |
| 11  | Sumitomo           | 15  | 22 | 6  | 3  | 13 | 21 | 32 | -11 |
| 12  | ANA Yokohama       | 5   | 22 | 2  | 1  | 19 | 16 | 57 | -41 |

|  |                               |
|  | Campeón.                      |
|  | Descendió a Segunda División. |

## Segunda División
No hubo descensos ya que hubo una expansión en la Segunda División a 16 clubes.

### Primera Etapa

#### Este
| Pos | Club                 | Pts | W | D | L | GF | GA | GD  |
| 1   | Toyota Motors        | 17  | 8 | 1 | 1 | 23 | 6  | +17 |
| 2   | Toshiba              | 13  | 6 | 1 | 3 | 12 | 7  | +5  |
| 3   | Kofu Club            | 10  | 5 | 0 | 5 | 22 | 16 | +6  |
| 4   | Fujitsu              | 10  | 4 | 2 | 4 | 16 | 12 | +4  |
| 5   | Seino Transportation | 8   | 3 | 2 | 5 | 13 | 21 | -8  |
| 6   | TDK                  | 2   | 0 | 2 | 8 | 10 | 34 | -24 |

#### Oeste
| Pos | Club                     | Pts | W | D | L | GF | GA | GD  |
| 1   | Matsushita Electric      | 18  | 8 | 2 | 0 | 26 | 6  | +20 |
| 2   | Tanabe Pharmaceuticals   | 13  | 6 | 1 | 3 | 13 | 8  | +5  |
| 3   | Mazda                    | 12  | 5 | 2 | 3 | 14 | 10 | +4  |
| 4   | Nippon Steel             | 11  | 5 | 1 | 4 | 18 | 9  | +9  |
| 5   | Kyoto Prefectural Police | 4   | 2 | 0 | 8 | 3  | 28 | -25 |
| 6   | Osaka Gas                | 2   | 1 | 0 | 9 | 8  | 21 | -13 |

### Segunda Etapa

#### Grupo de Ascenso
| Pos | Club                   | Pts | W | D | L | GF | GA | GD  | Notes                      |
| 1   | Matsushita Electric    | 17  | 8 | 1 | 1 | 23 | 6  | +17 | Ascenso a Primera División |
| 2   | Mazda                  | 13  | 6 | 1 | 3 | 12 | 7  | +5  | Ascenso a Primera División |
| 3   | Toshiba                | 10  | 5 | 0 | 5 | 22 | 16 | +6  |                            |
| 4   | Kofu Club              | 10  | 4 | 2 | 4 | 16 | 12 | +4  |                            |
| 5   | Tanabe Pharmaceuticals | 8   | 3 | 2 | 5 | 13 | 21 | -8  |                            |
| 6   | Toyota Motors          | 2   | 0 | 2 | 8 | 10 | 34 | -24 |                            |

#### Grupos de Descenso

##### Este
| Pos | Club                 | Pts | W | D | L | GF | GA | GD  |
| 1   | Fujitsu              | 8   | 4 | 0 | 0 | 17 | 2  | +15 |
| 2   | Seino Transportation | 3   | 1 | 1 | 2 | 5  | 8  | -3  |
| 3   | TDK                  | 1   | 0 | 1 | 3 | 2  | 14 | -12 |

##### Oeste
| Pos | Club                     | Pts | W | D | L | GF | GA | GD |
| 1   | Nippon Steel             | 7   | 3 | 1 | 1 | 9  | 2  | +7 |
| 2   | Kyoto Prefectural Police | 3   | 1 | 1 | 2 | 4  | 7  | -3 |
| 3   | Osaka Gas                | 2   | 1 | 0 | 3 | 6  | 10 | -4 |

##### Desempate de posiciones
| Pos    | East                 | Score | West                     |
| 7・8   | Fujitsu              | 0-1   | Nippon Steel             |
| 9・10  | Seino Transportation | 1-0   | Kyoto Prefectural Police |
| 11・12 | TDK                  | 1-2   | Osaka Gas                |